# Upstream Color
Upstream Color è un film del 2013 diretto da Shane Carruth.
Il regista Carruth, che è anche protagonista della pellicola con Amy Seimetz, ne è anche autore del soggetto, della sceneggiatura, delle musiche, montatore con David Lowery e figura tra i produttori.

## Trama
Un uomo conosciuto come Il Ladro raccoglie esemplari di un particolare tipo di larva che sembra avere degli effetti insoliti sulla mente di coloro che la ingeriscono.
In un club, Kris viene tramortita con un taser e rapita dal Ladro. Questi la droga con una strana capsula, inducendola in una sorta di sensibilità ipnotica, che provoca in lei uno stato mentale estremamente suggestionabile che il Ladro sfrutta a suo favore. Egli utilizza una elaborata serie di trucchi per distrarla mentre esegue il suo controllo mentale. Alla fine la manipola per liquidare la sua ipoteca sulla casa e farsi consegnare una preziosa collezione di monete rare.
Durante la suggestione ipnotica, a Kris è proibito consumare cibi solidi; le è consentito solamente bere piccole porzioni d'acqua ad intervalli regolari. La capsula somministratagli contiene una larva viva trovata tra le foglie di una delle piante coltivate dal Ladro, un'orchidea blu infettata dallo stesso verme che infetta anche Kris.
Successivamente il divieto di consumare cibi solidi viene tolto, per innescare l'inizio della fase di crescita della larva. Kris si sfama voracemente e quindi si addormenta. Quando si sveglia, nota uno dei parassiti strisciare sotto la sua pelle; la ragazza tenta senza successo di rimuoverli utilizzando un coltello da cucina.
Più tardi un allevatore di maiali detto Il Campionatore attira Kris fino alla sua fattoria tramite gli infrasuoni, che attraggono anche le larve. A questo punto con un intervento chirurgico l'uomo trasferisce il verme infetto dal corpo di Kris a quello di un suo maialino.
Kris si risveglia in un SUV abbandonato sul ciglio della strada, senza alcun ricordo degli ultimi eventi. Tornata a casa nota del sangue sulle lenzuola del suo letto e sul pavimento: vorrebbe chiamare la polizia, ma si rende però conto di non avere abbastanza informazioni. Dopo aver sistemato casa si dirige al lavoro, dove però viene licenziata per la sua inspiegabile assenza. Una volta al supermercato scopre inoltre di non possedere più alcun risparmio sulla sua carta di credito, evidentemente a causa del Ladro.
Un anno dopo Kris incontra un uomo di nome Jeff su un treno e inconsapevolmente crea una connessione con lui, apparentemente a livello telepatico. I due si incontrano più volte prima di finire a letto insieme e rendersi conto che entrambi possiedono delle cicatrici identiche, a causa delle trasfusioni praticate dal Campionatore. I due si rendono presto conto di aver avuto esperienze simili; Jeff ha perso il suo lavoro come broker per aver sottratto del denaro dai fondi della società per cui lavorava ed attribuisce l'incidente ad una crisi psicotica.
Il Campionatore scopre che il maiale contenente il verme di Kris ha partorito dei piccoli, dopodiché li mette in un sacco di iuta e li getta nel fiume. Questo evento coincide con un estremo senso di perdita e frustrazione provati da Kris e Jeff,ed entrambi si comportano come se qualcosa di terribile gli stesse accadendo;Jeff spontaneamente ingaggia una rissa con alcuni suoi colleghi mentre Kris si mette freneticamente a cercare come se avesse perso qualcosa. I due, nel panico, si rifugiano a casa di Kris. Decidono di nascondersi nella vasca da bagno, con una pistola e tutto l'occorrente per sopravvivere, come se una catastrofe stesse per incombere su di loro.
Nel frattempo i piccoli del maiale di Kris, ancora dentro il sacco nel fiume, si decompongono e una sostanza blu fuoriesce dalle loro ferite aperte, imbrattando le acque circostanti dalle quali sono emerse le orchidee. Le orchidee blu vengono raccolte da dei contadini, che vendono le piante nel quartiere dove abita il Ladro.
Questo evento sembra indicare un cambiamento. Kris e Jeff cominciano a ricordare le rispettive storie personali e a identificarle come proprie. Jeff inoltre sente Kris borbottare alcuni passi dal libro di Walden mentre nuota. Durante l'esecuzione di questo rituale Kris riesce a sentire i suoni che il Campionatore ha registrato: da questo momento i due iniziano a ricostruire la dinamica di quello che è successo.
Nell'allevamento di suini Kris spara al Campionatore, uccidendolo. Kriss e Jeff a quel punto raccolgono una scatola di documenti che rivelano i nomi delle altre vittime del parassita. Convocano queste persone all'allevamento inviando loro delle copie di Walden. Da allora l'azienda viene ristrutturata e i maialini salvaguardati; nessun maialino viene più affogato, le orchidee nel fiume non diventano più blu e il Ladro viene privato delle larve con cui drogava le sue vittime.

## Produzione
Nell'ottobre del 2011 è stato rivelato che Upstream Color sarebbe stato il secondo lungometraggio di Shane Carruth. Fu anche annunciato che l'inizio del casting si sarebbe tenuto a Dallas, Texas, in preparazione dei primi 40 giorni di riprese pianificati per i primi giorni del novembre 2011 e terminati nel gennaio 2012.

### Regia
Nell'aprile 2013 io9.com ha chiesto al regista Shane Carruth se il tema del film possa essere considerato il ritorno alla natura. Carruth ha risposto che invece il film esplora "le fasi di rottura dei cicli": "È più di quello che quei maiali incarnano. Voglio dire, c'è una pausa nel ciclo. Queste persone che sono state colpite da questa cosa sono ora di nuovo alla rincorsa di ciò che gli ha permesso di incontrarsi.[...] Io non credo che la narrazione funzioni quando si sta cercando di dare una lezione. Ciò che è bene per essa è invece un'esplorazione di qualcosa di comune e universale, proprio come la verità".

## Distribuzione
Il film è stato presentato il 21 gennaio 2013 al Sundance Film Festival, seguito da un'uscita nelle sale degli Stati Uniti il 5 aprile 2013, distribuita dallo stesso Carruth che ha precisato: "Tutto ciò che riguarda la scelta della distribuzione è incentrata alla contestualizzazione del film."

## Accoglienza
Upstream color ha ricevuto ampi consensi da parte della critica. Dopo l'anteprima, Keith Kimbell ha scritto: "La maggior parte dei critici non potevano smettere di parlarne."
Mark Olsen, per il Los Angeles Times, ha scritto : "Per un certo periodo, Upstream Color ha vantato un trending su Twitter maggiore del Sundance in sé."
Secondo Rotten Tomatoes, il film possiede un rating dell'84% in base a 134 recensioni.